# Моисеенко, Вадим Константинович
Вади́м Константи́нович Моисе́енко (род. 7 июля 1994, Братск) — российский шахматист, гроссмейстер (2018), мастер спорта России (2018), шахматный тренер. Вице-чемпион России по рапиду, чемпион Европы до 18 лет (2012). Участник чемпионатов мира по рапиду и блицу (2018 и 2019).

## Карьера
Моисеенко начал заниматься шахматами в пять лет. В детстве ходил в вологодскую шахматную школу.
В 2001 году занял 2-е место на первенстве России среди мальчиков и девочек до 8 лет.
В 2012 году выиграл юношеский чемпионат Европы.
Трижды участвовал в финском международном турнире Heart of Finland. В 2014 году занял 3-е место, в 2016 году занял 1-е, в 2017 году — 2-е.
В 2016 году на чемпионате России по быстрым шахматам занял 3-е место.
В 2017 году в Казани выиграл мемориал Рашида Нежметдинова.
С 2016 года работает тренером региональной шахматной школы СЗФО.